# Far Away : Les Soldats de l'espoir
Pour plus de détails, voir Fiche technique et Distribution.
Far Away : Les Soldats de l'espoir (hangeul : 마이 웨이 ; RR : Mai Wei, litt. « Mon chemin » ou « Ma façon ») est un film de guerre sud-coréen coécrit, coproduit et réalisé par Kang Je-gyu, sorti en 2011. Dans ce film apparaissent également des acteurs chinois, japonais et russes.
Ce long-métrage est tiré de l'histoire vraie d'un Coréen (Yang Kyoungjong) qui a été retrouvé par les Américains durant le jour J du débarquement de Normandie parmi les troupes allemandes.

## Synopsis
Lors de la Seconde Guerre mondiale, un marathonien coréen, Kim Jun-shik, est enrôlé de force dans l'armée impériale japonaise.
L'action commence en 1928 à Gyeong-Seong (aujourd'hui Séoul), en Corée, occupée par les Japonais. Les jeunes Jun-shik, coréen, et Tatsuo Hasegawa, japonais, se défient à la course et deviennent des concurrents.
Plusieurs années après, le grand-père de Tatsuo est tué lors d'un attentat à la bombe par un terroriste coréen, ce qui détruit toute amitié entre les deux coureurs. Ils deviennent alors les pires ennemis.
En 1938, le Coréen Jun-shik prend part à une manifestation sportive et vainc Tatsuo, désormais farouche nationaliste japonais.
Toutefois, Jun-shik est injustement disqualifié pour tricherie et Tatsuo est déclaré vainqueur, ce qui déclenche une émeute de la part des spectateurs coréens. Comme peine, Jun-shik est enrôlé de force dans l'armée japonaise.
En juillet 1939, ils se retrouvent pour combattre à Nomonhan en Mongolie durant la Bataille de Khalkhin Gol, le Coréen en tant que soldat enrôlé de force dans l’Armée japonaise du Guandong, le Japonais en tant qu'officier commandant et agissant en despote. Défaits par les Soviétiques, ils se retrouvent tous les deux prisonniers à Kungursk en Russie. Quand l'Allemagne nazie déclare la guerre à l'URSS, en juin 1941, ils sont enrôlés de force dans l'armée soviétique.
En décembre 1941, après une bataille sanglante contre l'armée allemande à Dedovsk en Russie, ils se retrouvent enrôlés dans la Wehrmacht et sont envoyés sur les plages de Normandie en 1944 pour défendre le mur de l'Atlantique.

## Fiche technique
- Titre original : 마이 웨이
- Titre international : My Way
- Titre français : Far Away : Les Soldats de l'espoir
- Réalisation : Kang Je-gyu
- Scénario : Kang Je-gyu, Na Hyun et Kang Je-gyu
- Musique : Lee Dong-june
- Photographie : Lee Mo-gae
- Montage : Park Gok-ji
- Production : Kang Je-gyu, Kim Yong-hwa et James Choi
- Société de distribution : CJ Entertainment
- Pays d'origine :  Corée du Sud
- Langues originales : coréen ; allemand, anglais, chinois, japonais, russe
- Format : couleur
- Genre : guerre
- Durée : 119 minutes
- Dates de sortie :
  - Corée du Sud : 21 décembre 2011 (avant-première nationale)
  - Japon : janvier 2012 (cinéma)[1]
  - France : 1er août 2012[2] (en DVD et Blu-ray)

## Distribution
- Jang Dong-gun (V. F. : Damien Boisseau) : Kim Jun-shik
  - Do Ji-han : Kim Jun-shik, adolescent
- Joe Odagiri (V. F. : Nessym Guetat) : Tatsuo Hasegawa
- Fan Bingbing (V. F. : Marion Lécrivain) : Shirai
- Kim In-kwon (V. F. : Franck Sportis) : Lee Jong-dae
- Jin-seok Yang : un haut fonctionnaire au banquet
- Kim Hee-won : Chun-Bok
- Lee Yeon-hee (V. F. : Geneviève Doang) : Eun-Soo
- Michael Frederick Arnold : un soldat russe
- Ismail Deniz : Shuo / Karim
- Steffan Drotleff : Roman
- Manabu Hamada : Mukai
- Kwak Jung-Wook : Min-Woo
- Oskars Lauva : un soldat allemand
- Isao Natsuyagi : le grand-père de Tatsuo
- Chun Ho-jin : le père de Kim Jun-shik
- Yoon Hee-won : Son Ki-chong
- Shirô Sano : le père de Tatsuo
- Shingo Tsurumi : Takakura
- Taro Yamamoto : Noda
- Han Seung-hyeon
- Wi Ji-woong
- Jeong Jong-yeol
- Lee Ho-yeon

Source et légende : Version française (V. F.) selon le carton du doublage français.

## Production

### Musique
Chanson
1. Andrea Bocelli – To Find My Way